# Saint-Quentin-au-Bosc
Saint-Quentin-au-Bosc foi uma comuna francesa na região administrativa da Normandia, no departamento de Sena Marítimo. Estendia-se por uma área de 3,48 km². Em 2010 a comuna tinha 101 habitantes (densidade: 29 hab./km²).
Em 1 de janeiro de 2019, passou a formar parte da nova comuna de Petit-Caux.